# Chlamydomonas pseudagloe
Chlamydomonas pseudagloe là một loài tảo trong họ Chlamydomonadaceae, thuộc chi Chlamydomonas.